# Grover (Contea di Taylor, Wisconsin)
Grover è un comune degli Stati Uniti, situato in Wisconsin, nella Contea di Taylor.